# 苏州市广济医院
苏州市广济医院，又称苏州大学附属广济医院，是中国江苏省苏州市的一所精神病专科医院，1923年由美国传教士惠更生（James R.Wilkson）创立，2019年3月获评三级甲等医院，院址位于苏州市相城区广前路11号

## 历史
- 1895年惠更生建立“福音医院”，是苏州第一所精神病诊治医院。后又建立“更生医院”，此二医院于1937年因抗战爆发而停办[4]。
- 1951年苏州市为了收治抗美援朝志愿军伤病员，在更生医院原址建立“苏南康复医院”（后为“江苏省第三康复医院”）。1955年9月改为专门收治中国人民解放军军中精神病患者[5]。1958年转苏州市政府管辖，改名“苏州市精神病院”，同时对社会开放，时有病床150张[4]。1984年改名“广济医院”[5]。
- 1969年，苏州市精神病院分出半数人员及设备，至南通建立南通地区精神病防治院。1970年在常熟开设门诊，此后先后帮助吴县、太仓、昆山、吴江、沙洲、江阴等县成立精神病防治机构[4]。1973年起又在苏州市内各街道社区陆续开展社区防治工作，创办精神病工疗站[5]。
- 2010年起由苏州大学附属。2016年增挂苏州市心理卫生中心、苏州市精神卫生中心两块牌子[1]。
- 2017年8月整体搬迁至相城区广前路11号。新院占地129亩，拥有床位1500张[6]。原广济路院址将新建一座三级康复医院[7]。